# سويداء (نبات)
السُّوَداة أو السُّوَيد أو السويداء (باللاتينية: Suaeda) جنس نباتي من الفصيلة القطيفية. يضم 73 نوعا مقبولا ومئة وعشرة أنواع لم يحسم أمرها بعد.

## من أنواعهاالواطنةفيالوطن العربي
- السويداء أحادية المسكن (باللاتينية: Suaeda monoica) في بلاد الشام ومصر
- السويداء الأسفلتية (باللاتينية: Suaeda asphaltica) في بلاد الشام
- سويداء البحر الميت (باللاتينية: Suaeda maris-mortui) في بلاد الشام
- السويداء البحرية (باللاتينية: Suaeda maritima) في بلاد الشام وتركيا
- السويداء الحقيقية (باللاتينية: Suaeda vera) في بلاد الشام ومصر والمغرب العربي وبعض مناطق جنوب أوروبا
- السويداء الدودية (باللاتينية: Suaeda vermiculata) في بلاد الشام وتركيا
- السويداء الزاهية (باللاتينية: Suaeda splendens) في بلاد الشام ومصر والمغرب العربي وبعض مناطق جنوب أوروبا
- السويداء العالية (باللاتينية: Suaeda altissima) في بلاد الشام
- السويداء الفلسطينية (باللاتينية: Suaeda palaestina) في بلاد الشام ومصر والمغرب العربي وكريت وصقلية
- السويداء اللحمية (باللاتينية: Suaeda carnosissima) في بلاد الشام وتركيا
- السويداء المصرية (باللاتينية: Suaeda aegyptiaca) في بلاد الشام وتركيا
- السويداء اليومية (باللاتينية: Suaeda monodiana) في المغرب العربي

## من أنواعها الأخرى
- سويداء المصب (باللاتينية: Suaeda esteroa) في الولايات المتحدة والمكسيك
- دلوق (باللاتينية: Suaeda fruticosa)